# Cam Little
Cameron Little (Moore, 17 agosto 2003) è un giocatore di football americano statunitense che milita nel ruolo di placekicker per i Jacksonville Jaguars della National Football League (NFL).

## Carriera universitaria
Al college Little giocò a football ad Arkansas dove fu titolare in tutte le stagioni dal 2021 al 2023.
Nella sua prima stagione, Little fu premiato come debuttante della SEC della settimana per due volte e per una come giocatore degli special team della conference della settimana. Segnò il field goal della vittoria contro LSU  il 13 novembre 2021, e chiuse la stagione con 20 trasformazioni su 24 tentativi. Fu premiato come Freshman All-American dalla Football Writers Association of America, da Pro Football Focus, e da The Athletic.
Nel 2022 segnò 13 field goal su 16, il più lungo dei quali da 51 yard, che segnò nel secondo quarto della gara contro Mississippi State. I suoi 89 punti segnati furono il massimo della squadra. Nel 2023 segnò 20 field goal su 24 e tutti i 33 extra point. Contro Ole Miss il 7 ottobre stabile un nuovo record personale segnando da 56 yard, venendo inserito nella formazione ideale della SEC.
Chiuse la carriera ad Arkansas con una percentuale di realizzazione dei field goal dell’82,8%, la migliore della storia dell’istituto, mentre segnò tutti gli extra point tentari. Con i Razorbacks dispute due bowl, entrambi vinti: l’Outback Bowl 2022 contro Penn State e il Liberty Bowl 2022 contro Kansas.
Little optò per rinunciare alla sua ultima stagione nel college football dichiarandosi eleggibile per il Draft NFL il 1º dicembre 2023. L’analista di ESPN Mel Kiper Jr. lo nominò il miglior prospetto tra i kicker di quella classe.

## Carriera professionistica

### Jacksonville Jaguars
Little fu scelto dai Jacksonville Jaguars nel corso del sesto giro (212º assoluto) del Draft NFL 2024. Fu il kicker più giovane nella storia ad essere selezionato nel Draft NFL. All’inizio del training camp batté la concorrenza di Riley Patterson per essere il titolare nel 2024. Nella sua prima stagione segnò 27 field goal su 29, venendo inserito nella formazione ideale dei rookie dalla Pro Football Writers of America.
Il 9 agosto 2025 Little segnò un field goal da 70 yard nella gare di pra-stagione contro i Pittsburgh Steelers, il più lungo mai realizzato nella storia del football professionistico, una yard in più del primato stabilito da Ove Johansson nel 1976. Non essendo una gara ufficiale, tuttavia, il record NFL rimasero le 66 yard Justin Tucker.

## Palmarès
- PFWA All-Rookie Team - 2024